# 観音信号場
観音信号場（かんのんしんごうじょう）はかつて台湾宜蘭県南澳郷にあった台湾鉄路管理局北廻線の廃止された信号場である。

## 信号場構造
- 観音トンネル（全長7,740m）内にあり、交換設備と安全側線を持っていた。設立当時、北廻線は腕木式信号機であったが、トンネル内の為に隣接した武塔、漢本の両駅に連動装置を設置して色燈式信号機とされた。

## 利用状況
- 現在は廃止されている。現役時には漢本駅より遠隔制御されていた。[2]
- 宜蘭県政府は本信号場のあった旧観音トンネルを含む武塔 - 漢本間の旧線を自転車道とする計画があると発表した。[3]

## 信号場周辺
- 観音トンネル

## 歴史
- 武塔～漢本間の距離が長く線路容量を上げる為に開設された。当該区間は観音トンネル、鼓音トンネル、谷風トンネルとトンネルが多く、トンネル相互間の距離も短いので地上に設置が困難であった為に中間地点の観音トンネル内に作られた。
- 1984年12月27日 - トンネル内の換気に問題があり、一旦廃止された。
- 1992年12月29日 - 縦坑を掘って[4]換気の問題を解決し、復活した。
- 2003年6月13日 - 武塔 - 漢本間が複線電化の為に新観音トンネルを含む新線に切り替えられ、それに伴って本信号場も廃止された。

## 隣の駅
台湾鉄路管理局
北廻線（旧線）
武塔駅 - 観音信号場 - 漢本駅